# Friedensblätter
Die Friedensblätter. Eine Zeitschrift für Leben, Literatur und Kunst waren eine Wiener Literaturzeitschrift, die in den Jahren 1814 bis 1815 wöchentlich dreimal erschien, Dienstag, Donnerstag und Samstag. Der Titel bezieht sich auf den am 31. Mai 1814 ratifizierten Frieden von Paris, mit dem die Koalitionskriege vorläufig endeten.

## Geschichte
Die Idee zu der Zeitschrift stammt von Clemens Brentano, der am 5. April 1814 an Achim von Arnim schrieb: „Jetzt wird bald von einer Gesellschaft trefflicher Menschen eine Art Morgenblatt hier erscheinen, unter dem Titel „Friedensblätter“, ich habe es projektirt und Deine und meine Mitarbeit versprochen.“
Die erste Ausgabe erschien am 16. Juni 1814, die letzte am 30. November 1815. 
Namhafte Mitarbeiter der Zeitschrift waren Ignaz Franz Castelli, Helmina von Chézy,  Johann Karl Christian Fischer, Jacob Grimm, Friedrich August von Klinkowström, David Ferdinand Koreff, Christoph Kuffner, Adam Müller, Friedrich Schlegel, Isaac von Sinclair, Joseph Ludwig Stoll und Zacharias Werner. 
Brentano selbst veröffentlichte dort seine Erzählung Die Schachtel mit der Friedenspuppe. Daneben erschien in den Friedensblättern 1814 Beethovens Lied An die Geliebte WoO 140 (3. Fassung).